# Косби, Билл
Уи́льям Ге́нри Ко́сби младший (известен как Билл Ко́сби; англ. William Henry «Bill» Cosby, Jr.; род. 12 июля 1937) — американский актёр, режиссёр, продюсер, сценарист, музыкант и политический активист; ветеран стэндап комеди. Широкую популярность получил в 1960-х благодаря телесериалу «Я — шпион». Лауреат премий «Эмми», «Золотой глобус» и «Грэмми».

## Карьера в кино и на телевидении
Косби выпустил несколько собственных телевизионных шоу. В 1969 году он создал «Шоу Билла Косби», выходившего на экраны до 1971 года. В 1980-х годах он стал автором «Шоу Косби» — одного из самых успешных комедийных проектов десятилетия. Он появлялся там в рождественских свитерах, получивших благодаря ему в 1980-е годы широкую популярность.
Косби снялся в ряде кинофильмов, среди которых «Возвращение в страну Оз» (1974), «Леонард шестой» (1987), «Папа — привидение» (1990), «Джек» (1996) и «Комик» (2002), а также во многих рекламных видеороликах. С 1996 по 2000 год Косби снимался в телесериале «Косби», и появлялся в ряде фильмов.
Его добродушный родительский образ сделал его популярным среди американцев, которые дали ему прозвище «Американский папа».
В 1976 году Косби получил степень доктора педагогических наук в Массачусетском университете.
За свою карьеру в качестве актёра и музыканта он несколько раз удостаивался премий «Эмми», «Золотой глобус» и «Грэмми», а также стал обладателем звезды на Голливудской «Аллее славы». В 2002 году исследователь Молефи Кете Асанте включил Билла Косби в список 100 самых выдающихся афроамериканцев.

## Сексуальный скандал и тюремное заключение
В 2014 году Косби оказался в центре скандала. В 2015 году ему было предъявлено обвинение в совершении преступления сексуального характера в январе 2004 года в особняке, расположенном недалеко от Филадельфии, и власти выдали ордер на его арест. Косби изнасиловал женщину, предварительно подмешав ей наркотическое вещество. Ещё более 50 женщин заявили, что Косби надругался над ними, действуя аналогичным способом. Даты предполагаемых инцидентов охватывают период с 1965 по 2008 года в десяти штатах США и одной Канадской провинции. В своих показаниях Косби признался в случайном сексе с использованием седативного средства метаквалона с рядом молодых женщин, и признал, что отпуск рецептурного препарата был незаконным.
3 мая 2018 года Косби вместе с Романом Полански был исключён из состава Американской академии киноискусств за сексуальные домогательства. В это же время Кеннеди-центр впервые в своей истории принял решение об аннулировании ранее присуждённых Биллу Косби премий (премия Центра за достижения в исполнительском искусстве, присуждённая в 1998 году, и премию Марка Твена за американский юмор в 2009).
26 сентября 2018 года Косби был приговорён судом к заключению в тюрьму на срок от 3 до 10 лет.
23 июня 2020 года Верховный суд Пенсильвании постановил, что Косби может обжаловать приговор, основываясь на том, что показания жертв являются более предвзятыми, чем доказательными. Суд согласился рассмотреть его апелляцию о том, было ли уместно, чтобы пять свидетелей обвинения давали показания и включит в неё признание Косби, что он давал метаквалон другим женщинам в прошлом. Суд также согласился проверить, сообщил ли бывший прокурор Косби, что он не будет привлечен к ответственности за нападение, в результате чего Косби согласился дать показания в гражданском иске против него.
30 июня 2021 года Верховный суд Пенсильвании отменил приговор Косби, так как обвинения, по которым Косби был осужден, опирались на показания, которые являлись частью сделки актера со следствием и использовать их было незаконно. Косби был освобождён из заключения.
14 июня 2023 года в суд Невады поступил иск о сексуальном насилии против Косби, подписанный девятью женщинами. Его обвиняют Дженис Дикинсон, Лиз-Лотте Люблин, Дженис Бейкер Кинни, Лили Бернард, Хайди Томас, Линда Киркпатрик, Ребекка Купер, Пэм Джой Абейта и Анджела Лесли.

## Личная жизнь
С 25 января 1964 года Билл Косби женат на Камилле Оливии Хэнкс, от брака с которой появились пятеро детей: Эрика, Эринн, Энса, Эвин и Эннис.
Их единственный сын Эннис был убит в 1997 году в возрасте 27 лет. Убийцей был 18-летний украинский иммигрант Михаил Мархасев (Mikhail Markhasev).
Дочь Энса скончалась 26 февраля 2018 года в возрасте 44 лет от болезни почек.
Супруги Косби также имеют трёх внуков.